# Kapiolani
Kapiʻolani (31. prosince 1834, Hilo, Havajské království – 24. června 1899, Waikiki, Havajské teritorium) byla jako manželka krále Kalākaui v letech 1874 až 1891 havajskou královnou. Po smrti manžela nesla titul královna vdova.
Kapiʻolani se narodila poslední den roku 1834 do rodiny náčelníka Kūhiō Kalanianaʻole z Hilo na ostrově Hawai a jeho ženy Kinoiki Kekaulike z Kauai, dcery Kaumualii posledního krále ostrova Kauai před jeho připojením k Havajskému království. Kapiʻolani měla dvě mladší sestry Virginii Kapoʻoloku Poʻomaikelani (1839–1895) a Viktorii Kinoiki Kekaulike (1843–1884, potomci jejího syna se stali pretendenty havajského trůnu po roce 1917). V šestnácti se jako chráněnka krále Kamehamehy III. přestěhovala do Honolulu. O dva roky později se 7. března 1852 se jako téměř osmnáctiletá provdala za člena sněmovny šlechticů náčelníka Bennetta Nāmākēhā, který byl strýcem královny Emmy, manželky krále Kamehamehy IV., které byla dvorní dámou. Kapiolani a její manžel se stali opatrovateli prince Alberta, jediného potomka královského páru. Nāmākēhā zemřel v prosinci 1860 a Kapiolani poprvé ovdověla.
Tři roky po smrti prvního manžela se Kapiolani 19. prosince 1863 znovu provdala a to za svého vzdáleného příbuzného, náčelníka Davida Kalākaua. Pár neměl žádné potomky. Její manžel neúspěšně kandidoval při volbě krále v roce 1873. Již o rok později došlo k další volbě krále, ve které již byl Kalākaua úspěšně zvolen králem a Kapiʻolani se stala královnou. Krátce poté se na jaře 1874 vydal královský pár na cestu po království, při které se jim dostalo od obyvatelstva vřelého přijetí. Vzhledem k protestům po zvolení Kalakaui králem byla korunovace královského páru uskutečněna až 12. února 1883. Kapiolani se tak stala jedinou korunovanou havajskou královnou.
Kapiʻolani byla společně s královou sestrou Liliʻuokalani a jejím manželem Johnem Owenem Dominisem součástí královské delegace, která se v dubnu 1887 zúčastnila Zlatého jubilia u příležitosti padesátileté vlády britské královny Viktorie, se kterou se Kalakaua setkal o několik let dříve během jeho cesty kolem světa. Během této události došlo na Havaji k nepokojům, které přerostly v krizi kdy byl král donucen podepsat tzv. Bajonetovou ústavu, která výrazně omezila královské pravomoce a zvětšila vliv amerických průmyslníků. Poté, co Kalakaua zemřel v roce 1891 během cesty do Spojených států, ovdověla Kapiolani podruhé a stáhla se z veřejného života. Před svou smrtí učinila dědici svého majetku své synovce Davida Kawānanakoa a Johana Kūhiō. Její stav se po roce 1897 začal zhoršovat a utrpěla několik infarktů. V červnu 1899 upadla do kómatu a 24. června zemřela.
Státní pohřeb po kterém bylo její tělo uloženo do královského mauzolea se konal 2. července pod vedením biskupa Alfreda Willise, za účasti příslušníků královské rodiny, představitelů havajské republiky vč. bývalého prezidenta Sanforda B. Dolea a příslušníků amerických ozbrojených sil.